# Tupaia moellendorffi
Tupaia moellendorffi är en däggdjursart som beskrevs av Paul Matschie 1898. Tupaia moellendorffi ingår i släktet Tupaia och familjen spetsekorrar. IUCN kategoriserar arten globalt som otillräckligt studerad.
Denna spetsekorre förekommer på två mindre öar (Busuanga och Culion) som tillhör Filippinerna. Habitatet utgörs av skogar och av områden med bambuväxter.

## Underarter
Arten delas in i följande underarter:
- T. m. busuangae
- T. m. cuyonis
- T. m. moellendorffi